# Rémy Boissier
Rémy Boissier, né le 22 février 1994 à Montauban, est un footballeur français, qui évolue au poste de milieu défensif au Valenciennes FC.

## Biographie
Rémy Boissier naît le 22 février 1994 à Montauban. Il rejoint le Rodez AF à l'âge de 16 ans. Avec le RAF, il dispute le championnat de CFA, avec qui il est sacré champion en 2017, et le championnat National. En 2018, il est nommé dans l'équipe type de National.
Cette même année, il rejoint le Mans FC, avec qui il est promu en Ligue 2 dès sa première saison, en remportant les play-offs de promotion/relégation face au Gazélec Ajaccio, Boissier marquant un but au match aller et au retour. Il est aussi nommé pour la seconde fois dans le onze type du championnat en 2018. Il dispute son premier match de Ligue 2 lors de la première journée de championnat face au RC Lens (défaite 1-2).
En janvier 2020, il est prêté au Rodez AF, sans option d'achat, jusqu'à la fin de la saison. Le club aveyronnais parvient à se maintenir, au contraire du Mans FC. Il s'engage définitivement avec Rodez à l'été 2020. Il marque ses premiers buts en Ligue 2 le 19 septembre 2020 en inscrivant un doublé face au FC Sochaux-Montbéliard (match nul 2-2).
Le 18 juillet 2023, l'ancien capitaine ruthénois, laissé libre au 1er juillet 2023 par le club, signe à l'USL Dunkerque tout juste promu en Ligue 2.
Le 17 juin 2024, Rémy Boissier rejoint le Valenciennes FC, fraîchement relégué en National.

## Palmarès
Rodez AF
- Championnat de France CFA (Groupe D) (1) :
  - Champion : 2016-17.